# Queijada da Graciosa

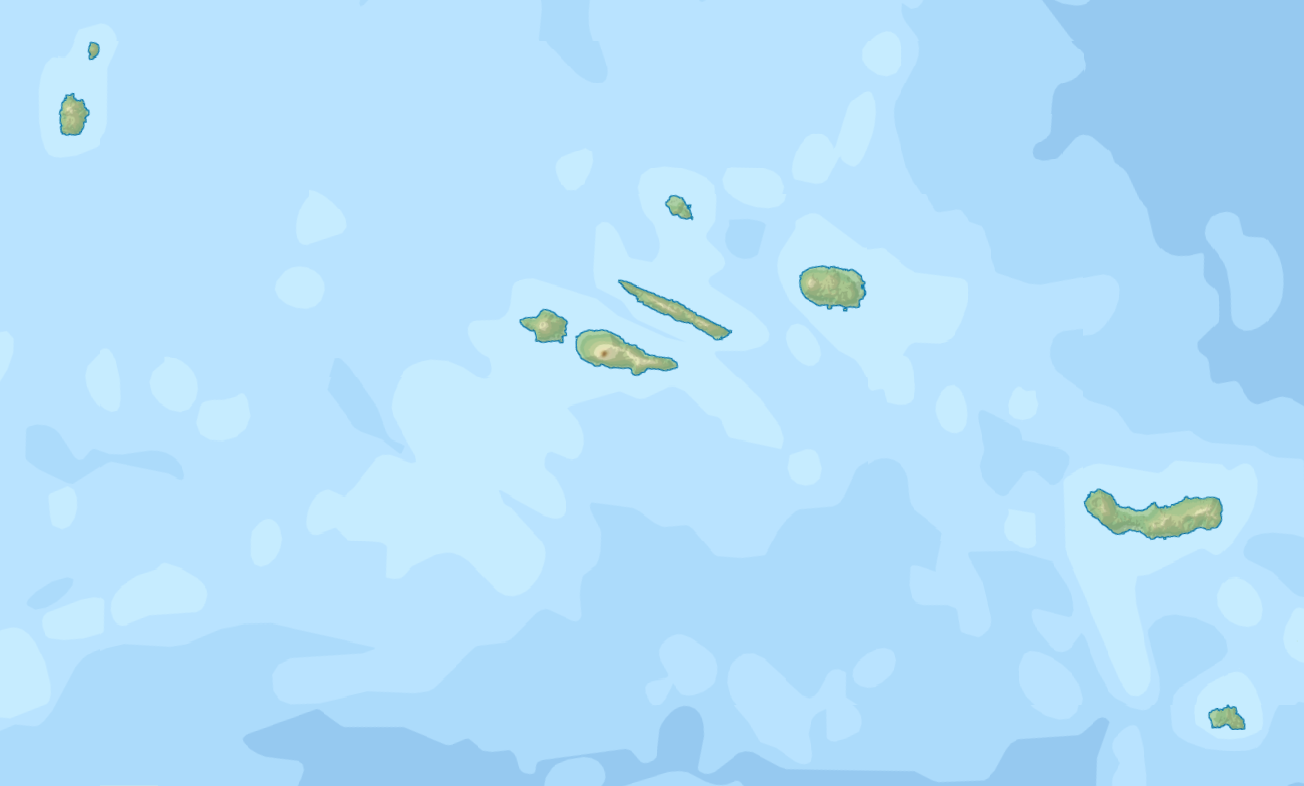
Arquipélago dos Açores

As Queijadas da Graciosa são um doce tradicional da Ilha Graciosa, do Arquipélago dos Açores. Estas são confecionadas com ingredientes como leite, açúcar, ovos, farinha, água, manteiga, canela e sal.

## História
Em 1991, Maria de Jesus Félix começou a vender estes doces tradicionais dos Açores e hoje em dia os seus filhos tratam deste negócio cuja produção chega às duas mil unidades diárias. Em 2003, doze anos depois de ter começado o seu negócio, Maria de Jesus Félix recebeu o registo da marca Queijadas da Graciosa. E em março de 2015, as Queijadas Graciosa foram o primeiro produto da região a receber o selo da Marca Açores.

## Ingredientes e Receita

País de origem das Queijadas Graciosas

Os ingredienrtes necessários para confessionar este doce são leite, açucar, farinha, ovos, manteiga, canela e sal.
Já no que toca à receita do recheio, coloca-se leite e açúcar num recipiente e deixa-se ferver durante cerca de 2h30m no forno até ficar um recheio espesso. Enquanto o recheio está no forno, deve-se mexer algumas vezes. Em seguida deixa-se arrefecer e adiciona-se gemas batidas, manteiga, canela e volta ao forno. E finalmente coloca-se o recheio no frigorífico.
Para fazer a massa coloca-se farinha, manteiga derretida, açúcar e um pouco de sal num recepiente. Abre-se um buraco no centro e coloca-se ovos.  Amassa-se bem e deixa-se repousar e finalmente estende-se a massa muito fina.
Finalmente, espalha-se a massa em formas, coloca-se no interior de cada forma um pouco de recheio e leva-se ao forno a 180 graus durante cerca de 30 minutos.   
1. ↑  ByAçores (30 de maio de 2018). «Queijadas da Graciosa: o que são, como são feitas, onde comprar». byAçores. Consultado em 21 de janeiro de 2024
2. ↑  SAPO. «Queijadas da Graciosa. Uma doce tradição que há mais de 30 anos é negócio de família». SAPO 24. Consultado em 21 de janeiro de 2024
3. ↑  «Queijadas da Graciosa receberam primeiro selo da Marca Açores – COZINHA AÇORIANA». 14 de fevereiro de 2019. Consultado em 21 de janeiro de 2024
4. ↑  «Queijadas da Graciosa». Pingo Doce. Consultado em 21 de janeiro de 2024
5. ↑  «Queijadas da Graciosa – COZINHA AÇORIANA». 28 de maio de 2019. Consultado em 21 de janeiro de 2024